# الحسن ساكو
الحسن ساكو (بالفرنسية: Ihsan Sacko)‏ (19 يوليو 1997 في فرنسا - ) هو لاعب كرة قدم فرنسي في مركز الوسط. لعب مع نادي ستراسبورغ.

## روابط خارجية
- الحسن ساكو على موقع رابطة كرة القدم الفرنسية للمحترفين (الإنجليزية)
- الحسن ساكو على موقع قاعدة بيانات كرة القدم.إي يو (الإنجليزية)
- الحسن ساكو على موقع Soccerway.com (الإنجليزية)